# سمر يسري
سمر يسري (22 مايو 1975) هي إعلامية مصرية ومقدمة برامج، حاصلة على إجازة في إدارة الأعمال من جامعة سيتي الأمريكيّة.
بدأت عملها في مجال الاعلام مع قناة الراي الكويتية وقدمت البرنامج الترفيهي «نغم» ثمّ بعد ذلك انتقلت إلى شاشة التلفزيون المصري وقدمت برنامجي «مين فينا» و «ليلة طرب».
انتقلت سمر بين عدد من المحطات الفضائية حيث قدمت عدة برامج متنوعة على عدة قنوات من بينهم قناة «الساعة الليبيّة» حيث قدّمت برنامجاً حواريّاً نسائيّاّ بعنوان «ساعة مع حواء» وهذا البرنامج بشكل عام يتبنى الحوار عن شؤون المرأة الليبيّة والعربيّة وقد أحدث هذا البرنامج ضجّةً كبيرة من ناحية الجرأة في طرح المواضيع.
في عام 2012 قدمت برنامج «سمر والرجال» على شاشة قناة القاهرة والناس، وقد استضافت فيه 30 نجما من عدة مجالات اعلامية مختلفة، وقد حصل البرنامج على أعلى نسبة مشاهدة بين مختلف الفئات العمرية، وفي عام 2014 قدمت البرنامج الحواري «ليلة بيضا حمرا سودة» وهو برنامج حواري بشكل عام مع مشاهير المجتمع المصري لاستكشاف حياتهم الشخصية، ومواجهتهم بتصريحاتهم المتناقضة، تم عرضه في رمضان في 2014.
عام 2015 قدمت برنامج ليلة سمر وقد اثار هذا البرنامج الجدل في الوسط الثقافي والجمهوري إلى حد ما وتم تأييده وانتقاده بشكل وبآخر، تم تقديمه على قناة إم بي سي مصر.

## قائمة برامجها
- نغم
- مين فينا
- ليلة طرب
- ساعة مع حواء
- سمر والرجال
- ليلة بيضا حمرا سودة
- ليلة سمر
- انا وانا

## وصلات خارجية
- سمر يسري على موقع قاعدة بيانات الأفلام العربية